# AFC Beach Soccer Championship 2013
L’AFC Beach Soccer Championship 2013 è la 6º edizione di questo torneo.

## Squadre partecipanti
Di seguito le 16 squadre partecipanti.
- Afghanistan
- Australia
- Bahrein
- Cina

- Iran
- Iraq
- Giappone
- Libano

- Oman
- Filippine
- Palestina
- Qatar

- Arabia Saudita
- Thailandia
- Emirati Arabi Uniti
- Uzbekistan

## Fase a gironi
Di seguito la fase a gironi.

### Girone A
| Team        | G | V | V+ | P | GF | GS | +/- | P |
| ----------- | - | - | -- | - | -- | -- | --- | - |
| Australia   | 3 | 2 | 1  | 0 | 15 | 11 | +4  | 8 |
| Oman        | 3 | 2 | 0  | 1 | 14 | 7  | +7  | 6 |
| Afghanistan | 3 | 1 | 0  | 2 | 11 | 16 | −5  | 3 |
| Qatar       | 3 | 0 | 0  | 3 | 7  | 13 | −6  | 0 |

| Squadra 1   | Risultato     | Squadra 2   |
| ----------- | ------------- | ----------- |
| Australia   | 6-4           | Oman        |
| Afghanistan | 7-3           | Qatar       |
| Oman        | 7-0           | Afghanistan |
| Australia   | 3-3 (4-3 dcr) | Qatar       |
| Australia   | 6-4           | Afghanistan |
| Oman        | 3-1           | Qatar       |

### Girone B
| Team       | G | V | V+ | P | GF | GS | +/- | P |
| ---------- | - | - | -- | - | -- | -- | --- | - |
| Giappone   | 3 | 3 | 0  | 0 | 15 | 8  | +7  | 9 |
| Libano     | 3 | 2 | 0  | 1 | 16 | 13 | +3  | 6 |
| Bahrein    | 3 | 0 | 1  | 2 | 6  | 11 | −5  | 2 |
| Thailandia | 3 | 0 | 0  | 3 | 6  | 11 | −5  | 0 |

| Squadra 1 | Risultato     | Squadra 2  |
| --------- | ------------- | ---------- |
| Libano    | 5-2           | Bahrein    |
| Giappone  | 4-1           | Thailandia |
| Bahrein   | 1-1 (1-0 dcr) | Thailandia |
| Giappone  | 6-5           | Libano     |
| Libano    | 6-4           | Thailandia |
| Giappone  | 5-2           | Bahrein    |

### Girone C
| Team                | G | V | V+ | P | GF | GS | +/- | P |
| ------------------- | - | - | -- | - | -- | -- | --- | - |
| Emirati Arabi Uniti | 3 | 3 | 0  | 0 | 18 | 6  | +12 | 9 |
| Palestina           | 3 | 1 | 1  | 1 | 16 | 12 | +4  | 5 |
| Arabia Saudita      | 3 | 1 | 0  | 2 | 13 | 20 | −7  | 3 |
| Uzbekistan          | 3 | 0 | 0  | 3 | 12 | 21 | −9  | 0 |

| Squadra 1           | Risultato | Squadra 2      |
| ------------------- | --------- | -------------- |
| Emirati Arabi Uniti | 6-3       | Arabia Saudita |
| Palestina           | 6-5 dts   | Uzbekistan     |
| Emirati Arabi Uniti | 5-2       | Palestina      |
| Arabia Saudita      | 8-6       | Uzbekistan     |
| Palestina           | 8-2       | Arabia Saudita |
| Emirati Arabi Uniti | 7-1       | Uzbekistan     |

### Girone D
| Team      | G | V | V+ | P | GF | GS | +/- | P |
| --------- | - | - | -- | - | -- | -- | --- | - |
| Iran      | 3 | 3 | 0  | 0 | 34 | 5  | +29 | 9 |
| Cina      | 3 | 2 | 0  | 1 | 21 | 8  | +13 | 6 |
| Iraq      | 3 | 1 | 0  | 2 | 12 | 18 | −6  | 3 |
| Filippine | 3 | 0 | 0  | 3 | 1  | 37 | −36 | 0 |

| Squadra 1 | Risultato | Squadra 2 |
| --------- | --------- | --------- |
| Iran      | 20-0      | Filippine |
| Cina      | 8-3       | Iraq      |
| Iran      | 10-3      | Iraq      |
| Cina      | 11-1      | Filippine |
| Iraq      | 6-0       | Filippine |
| Iran      | 4-2       | Cina      |

## Piazzamenti

### Semifinali

#### Semifinali 13º-16º posto
| Squadra 1  | Risultato | Squadra 2 |
| ---------- | --------- | --------- |
| Uzbekistan | 8-2       | Filippine |
| Thailandia | 5-2       | Qatar     |

#### Semifinali 9º-12º posto
| Squadra 1 | Risultato | Squadra 2      |
| --------- | --------- | -------------- |
| Iraq      | 3-0       | Arabia Saudita |
| Bahrein   | 5-2       | Afghanistan    |

#### Semifinali 5º-8º posto
| Squadra 1 | Risultato | Squadra 2 |
| --------- | --------- | --------- |
| Palestina | 5-2       | Cina      |
| Oman      | 1-0       | Libano    |

### Finali

#### 15º-16º posto
| Squadra 1 | Risultato | Squadra 2 |
| --------- | --------- | --------- |
| Qatar     | 8-3       | Filippine |

#### 13º-14º posto
| Squadra 1  | Risultato | Squadra 2  |
| ---------- | --------- | ---------- |
| Thailandia | 4-3       | Uzbekistan |

#### 11º-12º posto
| Squadra 1   | Risultato | Squadra 2      |
| ----------- | --------- | -------------- |
| Afghanistan | 3-0       | Arabia Saudita |

#### 9º-10º posto
| Squadra 1 | Risultato | Squadra 2 |
| --------- | --------- | --------- |
| Bahrein   | 2-1       | Iraq      |

#### 7º-8º posto
| Squadra 1 | Risultato | Squadra 2 |
| --------- | --------- | --------- |
| Cina      | 10-5      | Libano    |

#### 5º-6º posto
| Squadra 1 | Risultato | Squadra 2 |
| --------- | --------- | --------- |
| Oman      | 6-3       | Palestina |

## Finali

### Semifinali
| Squadra 1 | Risultato | Squadra 2           |
| --------- | --------- | ------------------- |
| Iran      | 3-2       | Emirati Arabi Uniti |
| Giappone  | 2-1       | Australia           |

### 3º-4º posto
| Squadra 1           | Risultato | Squadra 2 |
| ------------------- | --------- | --------- |
| Emirati Arabi Uniti | 3-2       | Australia |

### Finale
| Squadra 1 | Risultato     | Squadra 2 |
| --------- | ------------- | --------- |
| Iran      | 6-6 (5-4 dcr) | Giappone  |

## Classifica Finale
Queste le posizioni nel dettaglio.
| Pos | Team                |
| --- | ------------------- |
| 1   | Iran                |
| 2   | Giappone            |
| 3   | Emirati Arabi Uniti |
| 4   | Australia           |
| 5   | Oman                |
| 6   | Palestina           |
| 7   | Cina                |
| 8   | Libano              |
| 9   | Bahrein             |
| 10  | Iraq                |
| 11  | Afghanistan         |
| 12  | Arabia Saudita      |
| 13  | Thailandia          |
| 14  | Uzbekistan          |
| 15  | Qatar               |
| 16  | Filippine           |